# Who is Who в Україні
Who is Who в Україні — проект міжнародного швейцарського видавництва «Who is Who Verlag für Personenenzyklopädien AG». Входило до серії біографічних енциклопедій «Hübners Who is Who».
Видавництво працювало понад 30 років і мало представництва у багатьох країнах світу. Примірники енциклопедії надходили у провідні бібліотеки країни-видавця, Європи та бібліотеку Конгресу США.
У 2002 році в Польщі та Чехії вийшли друком твори "Who is Who w Polsce" і "Who is…?" (v České republic). Наступного року видавнича програма з "Who is Who Magyarországon" і "Who is Who v Slovenskej republike" поширився на Угорщину та Словаччину. У 2005 році видавництво вперше видало збірки біографій у Росії, Румунії, Греції та Туреччині. Вихід першого видання «Hübners Who is Who» українською мовою був запланований на жовтень 2012.
У 2016 році підприємство було ліквідоване після процедури банкрутства.